# Hyracodon
L'iracodonte (gen. Hyracodon) è un mammifero estinto, vissuto nell'Oligocene inferiore in Nordamerica.

## Descrizione
L'aspetto dell'iracodonte era piuttosto simile a quello di un pony: tuttavia, nonostante le zampe allungate e il corpo robusto adattato alla corsa, questo strano animale era strettamente imparentato con i rinoceronti. Le zampe, fornite di tre dita funzionali, erano sorprendentemente simili a quelle dei cavalli primitivi come Miohippus e Orohippus, ma caratteristiche del cranio rivelano la sua parentela con i rinoceronti odierni. Il cranio stesso era quasi sproporzionato rispetto al resto del corpo, ed era dotato di una dentatura dai molari forti, simili a quelli dei rinoceronti. Le dimensioni dell'animale si aggiravano intorno al metro e mezzo di lunghezza. 

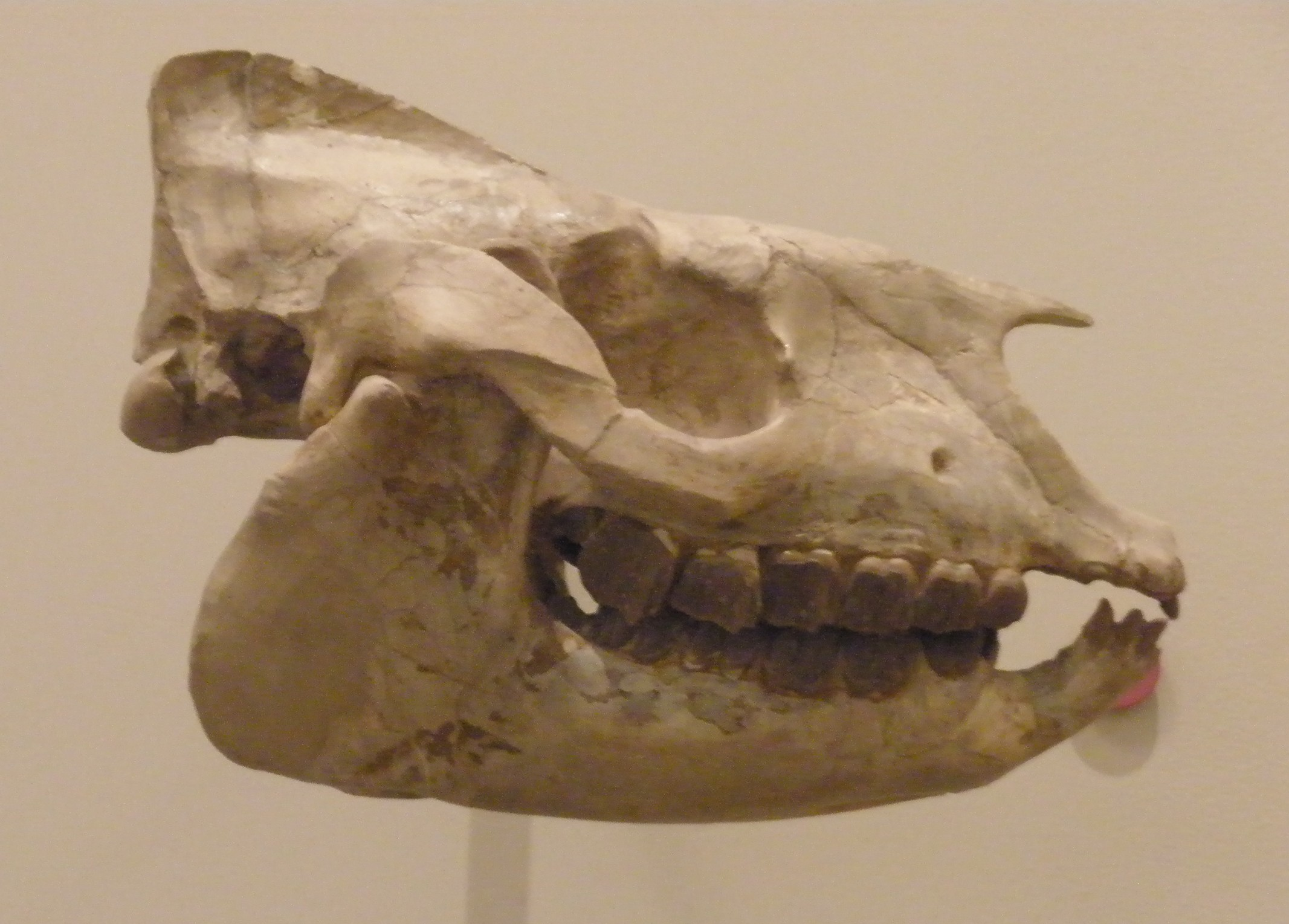
Cranio di Hyracodon nebrascensis

## Parentele
Le caratteristiche del cranio indicano che questo animale era un parente dei rinoceronti, nonostante la corporatura snella e le zampe lunghe. La famiglia degli iracodontidi, a cui appartiene anche Triplopus, è stata avvicinata ai rinoceronti giganti come Paraceratherium.

## Stile di vita
Come i cavalli primitivi, l'iracodonte abitava le foreste e le steppe boschive, e sviluppò una dieta che comprendeva le foglie degli alberi così come l'erba, che in quel periodo iniziò a diffondersi moltissimo. Questi rinoceronti corridori si svilupparono proprio quando le grandi foreste del Nordamerica iniziarono a ritrarsi, dando origine a sterminate praterie.